# Eleição municipal de Paço do Lumiar em 2012
A eleição municipal de Paço do Lumiar em 2012 ocorreu em 7 de outubro de 2012. O prefeito era Raimundo Filho, do PHS, que terminaria seu mandato em 1 de janeiro de 2013. Josemar Sobreiro, do PR, foi eleito prefeito de Paço do Lumiar.

## Resultado da eleição para prefeito

### Primeiro turno
| Candidatos a prefeito        | Número | Votação | Percentual |
| ---------------------------- | ------ | ------- | ---------- |
| Josemar Sobreiro PR          | 22     | 23.133  | 62,29%     |
| Gilberto Aroso PMDB          | 15     | 7.900   | 21,27%     |
| Núbia Dutra PDT              | 12     | 5.184   | 13,96%     |
| Sebastião Almeida PSDB       | 45     | 915     | 2,46%      |
| Wendel Dorneles de Moraes PP | 11     | 0       | 0,00%      |